# Мурзиці (Сеченовський район)
Мурзиці (рос. Мурзицы) — село в Сеченовському районі Нижньогородської області Російської Федерації.
Населення становить 503 особи. Входить до складу муніципального утворення Мурзицька сільрада.

## Історія
Від 2009 року входить до складу муніципального утворення Мурзицька сільрада.

## Населення
| 2002 | 2010 |
| ---- | ---- |
| 609  | ↘503 |